# Thoracostoma schizoepistylium
Thoracostoma schizoepistylium är en rundmaskart som beskrevs av Butschli 1874. Thoracostoma schizoepistylium ingår i släktet Thoracostoma och familjen Leptosomatidae. Inga underarter finns listade i Catalogue of Life.